# Massive
MASSIVE (Multiple Agent Simulation System in Virtual Environment, in italiano Sistema di simulazione di più agenti in ambiente virtuale) è un programma informatico di animazione al computer e intelligenza artificiale utilizzato in campo cinematografico e televisivo per la generazione di masse ed eserciti così da sostituire la comparsa di figuranti.
Massive è stato sviluppato da Stephen Regelous come programma per l'innovazione degli effetti speciali nell'industria cinematografica. La funzionalità principale del software è la possibilità di creare migliaia o milioni di individui in poco tempo facendo risparmiare denaro sul costo di produzione.
Tramite la logica fuzzy poi, ogni singolo individuo creato viene dotato di una intelligenza arcaica che gli permette di muoversi, così facendo ogni persona nel proprio raggio crea l'effetto di spostamento della massa dando la sensazione di realismo.
In ultimo, con la dotazione dell'intelligenza artificiale le creazioni sono in grado di parlare tra loro se controllate nel modo giusto, e possono creare la "folla" senza l'apparizione di migliaia di comparse come accadeva anni or sono per le grandi produzioni come ad esempio Guerre stellari.

## Weta Digital
Un primo sistema di Massive è stato sviluppato dalla Weta Digital, casa di effetti speciali gestita e fondata da Peter Jackson.
Questo perché la richiesta di grandi produzioni ha apportato uno sviluppato forzato di questa tecnologia, soprattutto in vista dell'impiego della Weta nella trilogia Il Signore degli Anelli.
Le scene di battaglia e l'incredibile impatto visivo avuto dalla trilogia, hanno fatto sì che questo sistema fosse studiato e aggiornato per ridurre i costi del suo sviluppo.

## Produzioni
Qui di seguito una lista parziale di film che hanno fatto uso della MASSiVE:
- Il Signore degli Anelli - La Compagnia dell'Anello (2001) di Peter Jackson
- Il Signore degli Anelli - Le due torri (2002) di Peter Jackson
- Il Signore degli Anelli - Il ritorno del re (2003) di Peter Jackson
- 300
- Eragon
- Io, Robot
- King Kong
- Le cronache di Narnia - Il leone, la strega e l'armadio
- Avatar (2009)
- Lo Hobbit - Un viaggio inaspettato (2012) di Peter Jackson
- Lo Hobbit - La desolazione di Smaug (2013) di Peter Jackson
- Lo Hobbit - La battaglia delle cinque armate (2014) di Peter Jackson